# Botanophila spinulibasis
Botanophila spinulibasis är en tvåvingeart som först beskrevs av Li och Deng 1981.  Botanophila spinulibasis ingår i släktet Botanophila och familjen blomsterflugor. Inga underarter finns listade i Catalogue of Life.